# Cola Turka

Cola Turka 330-ml-Dose, altes Design

Cola Turka ist ein Cola-Getränk des japanischen Unternehmens DyDo DRINCO.

## Geschichte
Das Getränk wurde am 25. Juni 2003 in den türkischen Markt eingeführt. Durch den Irakkrieg und die dadurch entstandene anti-amerikanische Stimmung wurde der Verkauf von Cola Turka gefördert. Heute nimmt es einen Marktanteil von ca. 19 % des türkischen Cola-Marktes ein und stellt dort eine Konkurrenz für die Soft-Drink-Hersteller Coca-Cola und Pepsi dar.
Cola Turka war nicht die erste Marke, die ein koffeinhaltiges Colagetränk in der Türkei etablierte. Dort gibt es seit Jahrzehnten Hersteller (z. B. Kristal Kola oder Uludağ Cola), die ähnliche Brausen anbieten. Allein einer großangelegten Werbekampagne mit patriotisch angehauchten Slogans ist der Run auf das Produkt (besonders in den arabischen Staaten) zu erklären: zur Markteinführung wurde der Titel „Kolası bildik kola, Turkası bizim Turka“ gewählt, übersetzt „die Cola ist die uns bekannte Cola, einzig das Turka ist unsere Turka“ gewählt, also frei übersetzt „eine ganz normale Cola nur auf türkische Art“.
Im Februar 2016 übernahm die japanische DyDo DRINCO die Getränkesparte von der Yildiz Holding (Ülker) inkl. Produktionsstätte.

## Varianten
- Cola Turka
- Cola Turka Light
- Cola Turka Cappuccino
- Cola Turka Sıfır

## Verpackung/Design
Zuerst bestimmten die Farben weiß und rot das Aussehen der äußeren Verpackung. Dabei war die obere Hälfte weiß, mit silbernen Sternen verziert und trug das Wort „Cola“. Die untere Fläche war rot und bildete das Wort „Turka“ ab. Die Farben und die Verzierung sind vermutlich an die türkische Flagge angelehnt. Ab Anfang 2006 wurde dieses Design überarbeitet, wobei die Farben weiß und rot mit Farbverläufen versehen und die Sterne zu Wassertropfen und Kohlensäurebläschen umfunktioniert worden sind. Die jetzt selteneren, größeren Sterne in unterschiedlichen Größen und Farbschattierungen sind nun in grau und weiß gehalten. Die Schrift ist jetzt schattiert und wird nur noch in kleinen Buchstaben dargestellt, wobei das "a" in "turka" einen Stern im Inneren erhalten hat. Die Light-Version ist komplett in silber-weiß gehalten, wobei der schwarze „light“-Aufdruck dem Font der Original Coca-Cola sehr ähnelt. Diesen Imagewechsel bekräftigte der Hersteller mit den Worten „hep beraber“, übersetzt „alle zusammen“. Damit bestätigt Cola Turka die Absicht die Cola vom Volk zu sein und dies mit Nationalgefühl zu erreichen. Für das neue Design war der in Hollywood lebende türkische Werbedesigner Emrah Yücel verantwortlich – bekannt u. a. für die Filmposter und Artworks von Kill Bill oder Gene Roddenberrys Andromeda. Cola Turka verspricht sich mit dem neuen Design nach eigenen Angaben ein moderneres, junges und dynamisches Auftreten. Cola-Turka wird in Glasflaschen (0,2 Liter), PET-Flaschen (1 bis 3 Liter) und Aluminiumdosen (0,33 Liter) verkauft.

## Werbung
Bekannte Werbungen von Cola Turka sind die Clips mit dem amerikanischen Komiker Chevy Chase. Er wirbt dabei für Cola Turka und verändert durch das Trinken der Limonade sein Verhalten, welches dem eines Türken ähnelt; er und seine Familie wird „a la turca“ – nach dem Motto „trink’ Cola Turka und werde türkisch“. Insgesamt wurden vier Werbespots dazu gedreht. Auch haben viele Fußballspieler in der türkischen Liga Werbung für Cola Turka gemacht, unter anderem auch Pierre van Hooijdonk, Gökdeniz Karadeniz, Tuncay Şanlı und Matias Emilio Delgado.

## Sponsoring
Cola Turka ist Hauptsponsor der Fußball- und der Basketballmannschaft von Beşiktaş Istanbul und Nebensponsor der Fußballmannschaften von Galatasaray Istanbul, Trabzonspor und Fenerbahçe Istanbul.

## Sonstiges
Cola Turka ist genau drei Tage nachdem US-Truppen im Nordirak elf türkische Soldaten festgenommen haben auf den Markt gekommen. Allerdings dementierte das Unternehmen Ülker, dass die Herausgabe mit dieser sogenannten Sackaffäre zu tun hat. Dies wird bekräftigt durch Monate zuvor vom Hersteller publizierte Aussagen, die ein bald kommendes bedeutsames Produkt des Ülker-Konzerns propagieren. Dennoch kam der Irak-Krieg in einem landesweit ausgestrahlten Werbespot von Cola Turka vor, an dessen Ende der Atatürk-Spruch eingeblendet wurde: „Friede in der Heimat, Friede in der Welt“ („Yurtta Sulh, Cihanda Sulh“).
In Deutschland ist Cola Turka in vielen türkischen Lebensmittelläden erhältlich. Auch in Österreich, Frankreich, Großbritannien, Schweiz, Aserbaidschan und im Nordteil von Zypern wird das Getränk vertrieben.